# Vasilij Grigorjevič Zajcev
Za druge osebe glejte Zajcev.
Vasilij Grigorjevič Zajcev (rusko Васи́лий Григо́рьевич За́йцев), sovjetski mlajši poročnik, ostrostrelec in dvojni heroj Sovjetske zveze, * 23. marec 1915, Jelininski, Ural, Rusija, † 15. december 1991.
Njegova zgodba med stalingrajsko bitko je prikazana v filmih Angel smrti (1992) in Sovražnik pred vrati (2001).

## Življenje
Zajcev se je rodil v uralski pastirski družini. Po smrti staršev ga je učil dedek, ki ga je naučil tudi lova na živali, zaradi česar je postal eden najboljših ostrostrelcev vseh časov. 
Leta 1936 je vstopil vojno mornarico, kjer je končal šolanje. Ob začetku velike domovinske vojne je bil načelnik finančnega oddelka Tihooceanske flote.
Zajcev je bil pripadnik 1047. polka mornariške pehote 284. strelske divizije. 20. septembra 1942 je bila njegova divizija premeščena v Stalingrad, kjer je Zajcev postal legendaren. Do 7. novembra istega leta je ubil že 149 nemških vojakov, od vsega skupaj 496 zadetih. Prav tako je usposobil skoraj 30 ostrostrelcev, ki so tudi ubili čez 3.000 sovražnikov. Zaradi rane očesa leta 1943 je začasno končal svojo vojaško kariero. Vid mu je rešil profesor Filatov v moskovski bolnišnici. Tega leta je bil sprejet tudi v KP SZ.
Po podelitvi naziva heroja Sovjetske zveze 22. februarja 1943 se je vrnil nazaj na fronto, kjer je bil povišan v stotnika. Med vojno je napisal tudi dva učbenika za ostrostrelce in tudi določil njihovo taktiko in osnovno enoto (šesterka, trije pari (strelec in opazovalec)).
Po vojni je postal direktor strojne tovarne v Kijevu.

## Odlikovanja in priznanja
- red heroja Sovjetske zveze (22. februar 1943; št. reda 801)
- red Lenina
- red rdeče zvezde (2x)
- red domovinske vojne 1. stopnje